# Raoni Metuktire

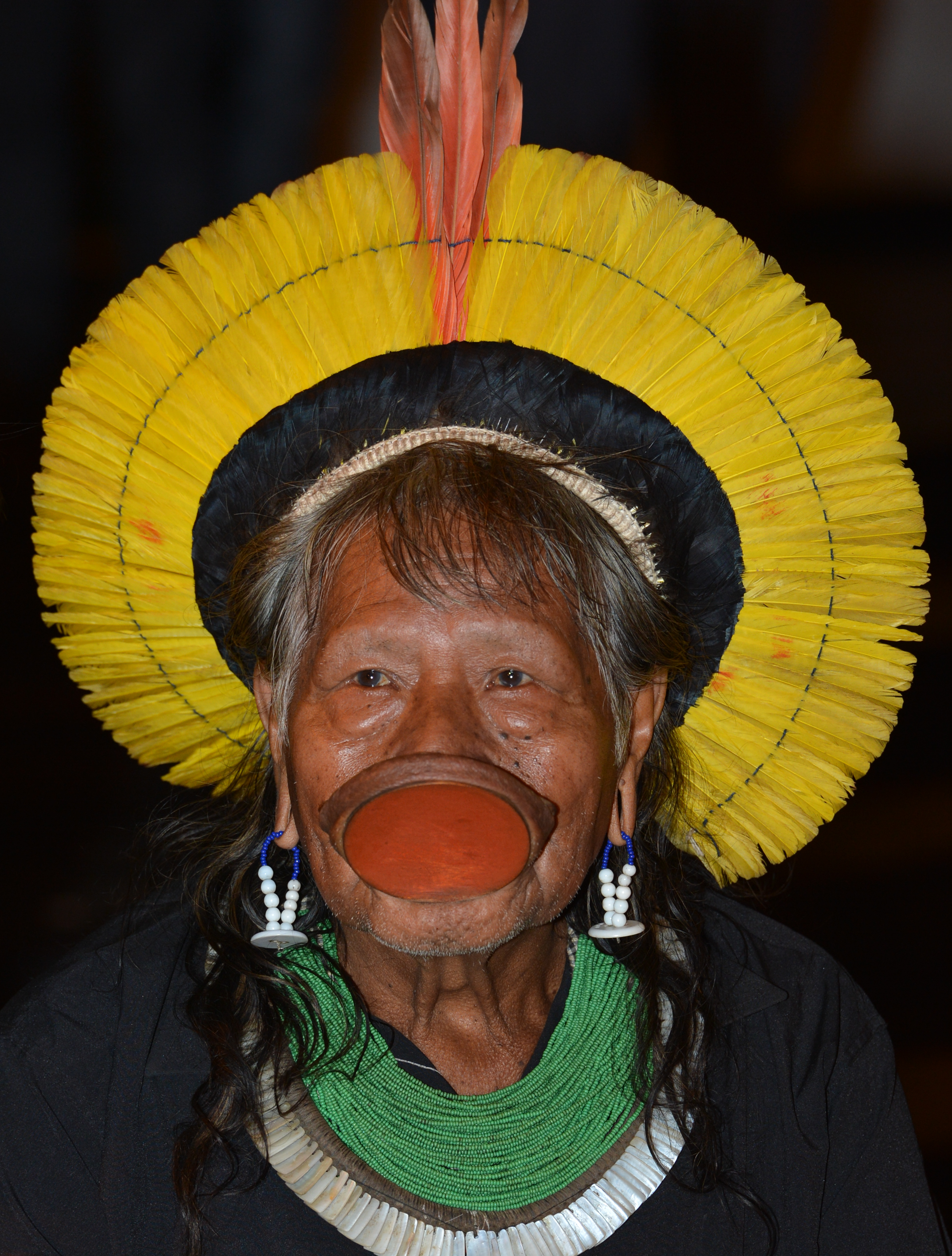
Häuptling Raoni, 2013.

Raoni Metuktire (* um 1932 in einem Dorf namens Krajmopyjakare (heute Kapôt in der brasilianischen Gemeinde Peixoto de Azevedo) im brasilianischen Bundesstaat Mato Grosso) ist ein Häuptling des Kayapo-Volkes, das in den brasilianischen Bundesstaaten Mato Grosso und Pará lebt. Durch seinen Einsatz für den Erhalt des Amazonas-Regenwaldes und der indigenen Kulturen wurde er zu einer international bekannten Symbolfigur.
Unter der Leitung seines Bruders Motibau entschied er sich 1947 im Alter von 15 Jahren dafür, sich eine bemalte hölzerne Lippenplatte (von den Kriegern seines Stammes „Botoque“ genannt) unter die Unterlippe legen zu lassen.
Raoni und andere Mitglieder des Metuktire-Stammes kamen erstmals 1954 mit der Außenwelt in Kontakt. Damals war er 22 Jahre alt. Der junge Raoni trug zum ersten Mal Hosen und wurde von Orlando Villas Bôas, dem ältesten der Villas-Bôas-Brüder und einem berühmten indigenen Anthropologen in Brasilien, in die portugiesische Sprache eingeweiht, bereit für die Invasion der Kuben (Kuben bedeutet „die anderen“ oder „Weißen“).
1964 traf er den belgische ehemaligen König Leopold III., als dieser auf einer Expedition in indigene Reservate in Mato Grosso war. 
Raonis weltweiter, jahrzehntelanger Kampf, zusammen mit Orlando Villas-Bôas, Aritana Yawalapiti und Sting, führte 1993 zur Vereinigung indigener Landflächen zum Parque Indígena do Xingu am Rio Xingu, einem der weltweit größten Regenwald-Reservate.
Seit 2010 kämpft er gegen das Belo-Monte-Staudammprojekt.

## Dokumentarfilm
Mit Raoni wurde 1978 ein Dokumentarfilm über sein Leben veröffentlicht (The Fight for the Amazon). Es handelt sich um eine französisch-belgische Produktion von Jean-Pierre Dutilleux über das Leben von Raoni Metuktire und den Überlebenskampf der indigenen Völker in nördlichen Zentral-Brasilien. Marlon Brando spielte alle Eingangssequenzen des Films und wurde damit zu einer Symbolfigur für die Rettung des Regenwaldes am Amazonas und der indigenen Völker.